# Hysteropsis cupressi
Hysteropsis cupressi är en svampart som beskrevs av A. Pande 2008. Hysteropsis cupressi ingår i släktet Hysteropsis, klassen Dothideomycetes, divisionen sporsäcksvampar och riket svampar.   Inga underarter finns listade i Catalogue of Life.